# Имерли
Имерли (на гръцки: Ιμερλή) е бивше село в Гърция, разположено на територията на дем Места (Нестос), административна област Източна Македония и Тракия.

## География
Имерли е било разположено в планината Урвил, на 1 km югоизточно от Дисвато (Недерли), западно под едноименния връх Имерли (518,4 m).

## История
В XIX век Имерли е турско село в Саръшабанската каза на Османската империя. Селото се разпада през Балканските войни (1912 - 1913).